# Нежелой
Нежелой — покинутый аул в Чеберлоевском районе Чеченской Республики.

## География
Аул расположен на берегу реки Нежилойахк, к востоку от районного центра Шаро-Аргун.
Ближайшие населённые пункты: на северо-западе — бывшие аулы Богачерой и Хай-Хецагуни, на северо-востоке — бывшие аулы Джубикаул и Газиаул, на юго-востоке — бывшие аулы Батыйаул и Ачалой.

## История
В конце 1906 года в Нижалое начали вести антиправительственную агитацию местные жители Ахарам Акуев и Кади Махаев. Они призывали местных жителей не подчиняться властям и отказаться от содержания сельского начальства, служащему правительству.
Нижалоевец Умахан Ахаев и еще несколько человек из других селений отправились к наместнику в Тифлис с приговором от 9 сельских старшинств Веденского округа. В приговорах говорилось, что в декабре 1906 года они согласились на выполнение требований властей «по принуждению, под угрозой войсковых частей». По словам начальника округа, неуспех этих ходатаев «не только не повлиял на общества отрезвляющим образом, но подвигнул их к новой деятельности. В начале мая они… снарядили двух доверенных на подачу прошения на высочайшее имя». В наказание старшиной в Нижалое был назначен житель другого села Хега Юсупов, требованиям которого нижалойцы отказывались подчиняться. По словам начальника округа, когда летом 1907 года им предложили выполнить все требования в семидневный срок, они ответили, что «никаких сроков им не нужно, так как они ни под какими угрозами не подчинятся требованиям».
В феврале 1924 года в Нижалое состоялся съезд, на котором обсуждалось установление шариата и избрание имамом Каима-Хаджи Ахаева.